# Església de Sant Esteve (Palau de Santa Eulàlia)
L'església de Sant Esteve és una monument llistat del municipi de Palau de Santa Eulàlia (Alt Empordà) inclosa en l'Inventari del Patrimoni Arquitectònic de Catalunya.

## Descripció
Edifici aïllat situat al punt més alt de Palau. Aquesta església és d'una sola nau, amb creuer i absis trapezial. En la planta d'aquest edifici preromànic cal destacar la presència del transsepte, que no sobresurt exteriorment als murs de la nau. La volta de la nau és lleugerament ultrapassada i s'inicia en banquetes poc destacades en ambdós murs laterals. La volta del creuer és de canó i té el seu punt a un nivell considerablement més alt que el de la nau. L'absis està cobert amb volta de canó. A l'interior del temple trobem dos arcs de sosteniment de les cobertes: el triomfal, d'entrada al presbiteri i un arc toral, en el punt de comunicació entre la nau i el transsepte. Les impostes d'aquest dos arcs són molt grans i presenten una decoració geomètrica.
Aquesta església presenta tres portes, una de les quals s'obre al frontis, l'altra al mur nord del creuer, i la darrera al mur de migdia de la nau. La porta de la façana és d'un sol arc de mig punt format per petites dovelles. Aquesta porta posseeix una llinda, i l'espai del timpà s'omplí amb pedruscall i argamassa. La porta que s'obre en el braç septentrional del transsepte ha estat modificada en època contemporània. El seu arc va ser molt malmès, tot i això encara se'n conserva més de la meitat. És un arc de mig punt de petites dovelles, sense arquivolta. La porta del mur meridional de la nau, que s'obre a prop del creuer, és de dimensions més reduïdes que les dues anteriors.

## Història
L'església de Sant Esteve de Palau Sardiaca era l'antiga capella del palau, unida a aquest edifici per la banda nord. Encara que és la part més antiga del conjunt, és l'única ben conservada. Segons l'historiador Joan Badia es tracta d'un dels monuments preromànics més interessants de l'Empordà i se'n pot situar l'origen els segles viii-ix. Des del 1835 és de propietat particular.